# Discografia lui Ayumi Hamasaki
Discografia cântăreței japoneze Ayumi Hamasaki.

## Albume

### Albume de studio
| An   | Informatii | Clasamentul Oricon | Clasamentul Oricon | Clasamentul Oricon | Clasamentul Oricon | Vanzări in Japonia               | Certificări RIAJ   |
| An   | Informatii | Zilnic             | Saptămânal         | Lunar              | Anual              | Vanzări in Japonia               | Certificări RIAJ   |
| ---- | --- | ------------------ | ------------------ | ------------------ | ------------------ | -------------------------------- | ------------------ |
| 1999 | A Song for ×× - Lansat: 1 ianuarie 1999 - Casa de discuri: Avex - Format: CD, Casetă                                  | 1                  | 1                  | 1                  | 16                 | 1,451,910                        | - 1 Milion         |
| 1999 | Loveppears - Lansat: 10 noiembrie 1999 - Casa de discuri: Avex - Format: CD, Casetă                                   | 1                  | 1                  | 2                  | 14                 | 2,562,130                        | - 2 Milioane       |
| 2000 | Duty - Lansat: 27 septembrie 2000 - Casa de discuri: Avex - Format: CD, Casetă                                        | 1                  | 1                  | 1                  | 2                  | 2,904,420                        | - 3 Milioane       |
| 2002 | I am... - Lansat: 01 ianuarie 2002 - Casa de discuri: Avex - Format: CD, Casetă                                       | 1                  | 1                  | 1                  | 2                  | 2,301,020                        | - 3 Milioane       |
| 2002 | Rainbow - Lansat: 18 decembrie 2002 - Casa de discuri: Avex - Format: CD, Casetă                                      | 1                  | 1                  | 2                  | 2                  | 1,856,919                        | - 2 Milioane       |
| 2004 | My Story - Lansat: 15 decembrie 2004 - Casa de discuri: Avex - Format: CD, CD+DVD descărcare digitală                 | 1                  | 1                  | 3                  | 7                  | 1,131,776                        | - 1 Milion         |
| 2006 | (Miss)understood - Lansat: 01 ianuarie 2006 - Casa de discuri: Avex - Format: CD, CD+DVD, descărcare digitală         | 1                  | 1                  | 1                  | 8                  | 877,433                          | - 1 Milion         |
| 2006 | Secret - Lansat: 29 noiembrie 2006 - Casa de discuri: Avex - Format: CD, CD+DVD, descărcare digitală                  | 1                  | 1                  | 1                  | 22                 | 666.396 801.000 (Avex)           | - de 3 ori Platină |
| 2008 | Guilty - Lansat: 01 ianuarie 2008 - Casa de discuri: Avex - Format: CD, CD+DVD, descărcare digitală                   | 1                  | 2                  | 2                  | 17                 | 568.288 750.000 (Avex)           | - de 2 ori Platina |
| 2009 | Next Level - Lansat: 25 martie 2009 - Casa de discuri: Avex - Format: CD, CD+DVD, descărcare digitală, USB            | 1                  | 1                  | 1                  | 16                 | 379.989 (Japonia) 500.000 (RIAJ) | - de 2 ori Platina |
| 2010 | Rock 'n' Roll Circus - Lansat: 14 aprilie 2010 - Casa de discuri: Avex - Format: CD, CD+DVD, descărcare digitală      | 1                  | 1                  | 2                  | 21                 | 318.454                          | - Platina          |
| 2010 | Love Songs - Lansat: 22 decembrie 2010 - Casa de discuri: Avex - Format: CD, CD+DVD, descărcare digitală, USB         | 1                  | 1                  | 3                  | 23                 | 272.653                          | - Platina          |
| 2012 | Party Queen - Lansat: 21 martie 2012 - Casa de discuri: Avex - Format: CD, CD+DVD, descărcare digitală                | 2                  | 2                  | 4                  | 38                 | 148,290                          | - Aur              |
| 2013 | Love Again - Lansat: 08 februarie 2013 - Casa de discuri: Avex - Format: CD, CD+DVD, CD+Blu-ray, descărcare digitală  | 1                  | 1                  | 3                  | 70                 | 88.825                           | - Aur              |
| 2014 | Colours - Lansat: 18 iunie 2014 - Casa de discuri: Avex - Format: CD, CD+DVD, CD+Blu-ray, descărcare digitală         | 5                  | 11                 | 12                 | 98                 | 53.406                           |                    |
| 2015 | A One - Lansat: 8 aprilie 2015 - Casa de discuri: Avex - Format: CD, CD+DVD, CD+Blu-ray, descărcare digitală          | 4                  | 8                  | 9                  | 90                 | 52,816                           |                    |
| 2016 | M(a)de In Japan - Lansat: 29 iunie 2016 - Casa de discuri: Avex - Format: CD, CD+DVD, CD+Blu-ray, descărcare digitală | 2                  | 12                 | -                  | 109                | 40.609                           |                    |
| 2023 | Remember You - Lansat: 25 Ianuarie 2023 - Casa de discuri: Avex - Format: CD, CD+DVD, CD+Blu-ray, descărcare digitală | 3                  | 6                  | 26                 | 242                | 15.000                           |                    |

### Mini-albume
| An   | Informatii | Clasamentul Oricon | Clasamentul Oricon | Clasamentul Oricon | Clasamentul Oricon | Vanzări in Japonia | Certificări RIAJ |
| An   | Informatii | Zilnic             | Săptămânal         | Lunar              | Anual              | Vanzări in Japonia | Certificări RIAJ |
| ---- | --- | ------------------ | ------------------ | ------------------ | ------------------ | ------------------ | ---------------- |
| 1995 | Nothing from Nothing - Lansat: 01 decembrie 1995 - Casa de discuri: Nippon Columbia - Format: CD               | —                  | —                  | —                  | —                  |                    |                  |
| 2003 | Memorial Address - Lansat: 17 decembrie 2003 - Casa de discuri: Avex - Format: CD, CD+DVD, Casetă              | 1                  | 1                  | 2                  | 5                  | 1,220,000          | - 1 Milion       |
| 2011 | Five - Lansat: 31 august 2011 - Casa de discuri: Avex - Format: CD, CD+DVD, descărcare digitală                | 1                  | 1                  | 1                  | 29                 | 214,182            | - Aur            |
| 2012 | Love - Lansat: 08 noiembrie 2012 - Casa de discuri: Avex - Format: CD, CD+DVD, descărcare digitală             | 3                  | 4                  | 11                 | —                  | 92,000             | - Aur            |
| 2012 | Again - Lansat: 08 decembrie 2012 - Casa de discuri: Avex - Format: CD, CD+DVD, descărcare digitală            | 2                  | 7                  | —                  | —                  | 51,453             |                  |
| 2015 | Sixxxxxx - Lansat: 8 august 2015 - Casa de discuri: Avex - Format: CD, CD+DVD, CD+Blu-ray, descărcare digitală | 2                  | 4                  | 3                  | -                  | 44,140             |                  |
| 2018 | TROUBLE - Lansat: 15 august 2018 - Casa de discuri: Avex - Format: CD, CD+DVD, CD+Blu-ray, descărcare digitală | 2                  | 3                  |                    | 134                | 45,000             |                  |

### Albume Remixuri
| Informații album | Poziție de vârf | Copii vândute (Oricon) |
| --- | --------------- | ---------------------- |
| Ayu-mi-x - Lansat: 17 martie, 1999 - Compus din o latură de club+remix și o latură orchestră acustică - Ceritifcare RIAJ: Platinum              | #4              | 396,800                |
| Super Eurobeat presents Ayu-ro mix - Released: 16 februarie, 2000 - Gen: Eurobeat - Ceritifcare RIAJ: 2x Platinum                               | #2              | 649,650                |
| Ayu-mi-x II version JPN - Lansat: 8 martie, 2000 - Ceritifcare RIAJ: Gold                                                                       | #6              | 170,990                |
| Ayu-mi-x II version US+EU - Lansat: 8 martie, 2000 - Ceritifcare RIAJ: Platinum                                                                 | #2              | 230,030                |
| Ayu-mi-x II version Acoustic Orchestra - Lansat: 8 martie, 2000 - Gen: Orchestră acustică / Clasică - Ceritifcare RIAJ: Platinum                | #3              | 200,750                |
| Ayu-mi-x II version Non-Stop Mega Mix - Lansat: 29 martie, 2000 - Gen: Non-Stop Mega Mix - Ceritifcare RIAJ: 2x Platinum                        | #6              | 515,410                |
| Ayu-mi-x III Non-Stop Mega Mix Version - Released: 28 februarie, 2001 - Genre: Non-Stop Mega Mix - Ceritifcare RIAJ: Platinum                   | #3              | 314,040                |
| Ayu-mi-x III Acoustic Orchestra Version - Released: 28 februarie, 2001 - Gen: Orchestră acustică / Clasică - Ceritifcare RIAJ: Gold             | #4              | 183,760                |
| Super Eurobeat presents Ayu-ro mix 2 - Released: 27 septembrie, 2001 - Gen: Eurobeat - Ceritifcare RIAJ: Platinum                               | #1              | 435,760                |
| Cyber trance presents Ayu trance - Released: 27 septembrie, 2001 - Gen: Trance - Ceritifcare RIAJ: Platinum                                     | #3              | 391,720                |
| Ayu-mi-x 4 + selection Non-Stop Mega Mix Version - Lansat: 20 martie, 2002 - Genre: Non-Stop Mega Mix - Ceritifcare RIAJ: Gold                  | #4              | 152,250                |
| Ayu-mi-x 4 + selection Acoustic Orchestra Version - Lansat: 20 martie, 2002 - Gen: Orchestră acustică / Clasică                                 | #9              | 96,160                 |
| Cyber trance presents Ayu trance 2 - Lansat: 26 septembrie, 2002 - Gen: Trance - Ceritifcare RIAJ: Platinum                                     | #3              | 237,781                |
| RMX Works from Ayu-mi-x 5 Non-Stop Mega Mix - Lansat: 25 septembrie, 2003 - Gen: Non-Stop Mega Mix                                              | #18             | 44,047                 |
| RMX Works from Cyber trance presents Ayu trance 3 - Lansat: 25 septembrie, 2003 - Gen: Trance                                                   | #14             | 55,983                 |
| RMX Works from Super Eurobeat presents Ayu-ro mix 3 - Lansat: 25 septembrie, 2003 - Gen: Eurobeat                                               | #13             | 65,102                 |
| My Story Classical - Lansat: 24 martie, 2005 - Gen: Orchestră acustică / Clasică - Melodii interpretate alături de Orchestra Lamoureux,(Franța) | #4              | 81,664                 |
| Ayu-mi-x 6: Gold - Lansat: 26 martie, 2008 - Gen: EDM                                                                                           | #6              | 38,269                 |
| Ayu-mi-x 6: Silver - Lansat: 26 martie, 2008 - Gen: EDM                                                                                         | #8              | 35,606                 |
| Ayu-mi-x 7 Version House - Lansat: 20 aprilie, 2011 - Gen: House                                                                                | #7              | 20,490                 |
| Ayu-mi-x 7 Version Acoustic Orchestra - Lansat: 20 aprilie, 2011 - Gen: Acoustic                                                                | #5              | 19,901                 |
| Ayu-mi-x 7 Presents Ayu Trance 4 - Lansat: 20 aprilie, 2011 - Gen: Trance                                                                       | #6              | 19,947                 |
| Ayu-mi-x 7 Presents Ayu-ro Mix 4 - Lansat: 20 aprilie, 2011 - Gen: Eurobeat                                                                     | #4              | 21,338                 |
| A Classical - Lansat: 8 Ianuarie, 2013 - Gen: Classical                                                                                         | #1              | 33,017                 |
| Love Classics - Lansat: 28 Ianuarie, 2015 | #16             | 8,272                  |
| Winter Diary: A7 Classical - Lansat: 23 Decembrie, 2015                                                                                         | #11             | 9,885                  |

## Single-uri

### Single-uri Japonia / Internațional
| Lansare    | Titlu                                                                             | Poziție de vârf Oricon și vânzări | Poziție de vârf Oricon și vânzări | Poziție de vârf Oricon și vânzări | Poziție de vârf Oricon și vânzări | Poziție de vârf Oricon și vânzări | Poziție de vârf Oricon și vânzări | Alte vânzări       | Alte vânzări | Album                                         |
| Lansare    | Titlu                                                                             | Zilnic                            | Săptămânal                        | Lunar                             | Anual                             | Debut                             | Per total                         | Downloaduri legale | Total Avex   | Album                                         |
| ---------- | --------------------------------------------------------------------------------- | --------------------------------- | --------------------------------- | --------------------------------- | --------------------------------- | --------------------------------- | --------------------------------- | ------------------ | ------------ | --------------------------------------------- |
| 09/21/1995 | "Nothing from Nothing"                                                            | —                                 | 200                               | —                                 | —                                 | —                                 | 290                               | —                  | —            | Nothing from Nothing                          |
| 04/08/1998 | "poker face" c/w "Friend"                                                         | —                                 | 20                                | —                                 | —                                 | 11,520                            | 43,150                            | —                  | —            | A Song For XX                                 |
| 06/10/1998 | "You"                                                                             | —                                 | 20                                | —                                 | —                                 | 12,340                            | 78,260                            | —                  | —            | A Song For XX                                 |
| 08/05/1998 | "Trust"                                                                           | —                                 | 9                                 | —                                 | —                                 | 32,460                            | 181,820                           | —                  | —            | A Song For XX                                 |
| 10/07/1998 | "For My Dear..."                                                                  | —                                 | 3                                 | —                                 | —                                 | 28,590                            | 74,440                            | —                  | —            | A Song For XX                                 |
| 12/09/1998 | "Depend on You"                                                                   | —                                 | 6                                 | —                                 | —                                 | 36,840                            | 131,460                           | —                  | —            | A Song For XX                                 |
| 02/10/1999 | "Whatever"                                                                        | —                                 | 5                                 | —                                 | —                                 | 70,940                            | 189,610                           | —                  | —            | Loveppears                                    |
| 04/14/1999 | "Love ~Destiny~"                                                                  | 1                                 | 1                                 | 1                                 | 30                                | 70,540                            | 650,790                           | —                  | —            | Loveppears                                    |
| 05/12/1999 | "To Be"                                                                           | —                                 | 4                                 | —                                 | 67                                | 109,860                           | 324,500                           | —                  | 400,000      | Loveppears                                    |
| 07/14/1999 | "Boys & Girls"                                                                    | 1                                 | 1                                 | 1                                 | 11                                | 260,000                           | 1,037,950                         | —                  | —            | Loveppears                                    |
| 08/11/1999 | "A" (monochrome / Trauma / too late / End roll)                                   | 1                                 | 1                                 | 1                                 | 3                                 | 508,940                           | 1,670,000                         | —                  | —            | Loveppears                                    |
| 11/10/1999 | "Appears" (300,000 Copii limitate)                                                | —                                 | 2                                 | —                                 | —                                 | 273,760                           | 290,550                           | —                  | —            | Loveppears - Single lansat ulterior albumului |
| 12/08/1999 | "Kanariya" (300,000 Copii limitate)                                               | —                                 | 1                                 | —                                 | —                                 | 248,070                           | 289,200                           | —                  | —            | Loveppears - Single lansat ulterior albumului |
| 02/09/2000 | "Fly High" (300,000 Copii limitate)                                               | —                                 | 3                                 | —                                 | —                                 | 260,460                           | 299,540                           | —                  | —            | Loveppears - Single lansat ulterior albumului |
| 04/26/2000 | "Vogue"                                                                           | —                                 | 3                                 | —                                 | —                                 | 351,740                           | 767,660                           | —                  | —            | Duty                                          |
| 05/17/2000 | "Far Away"                                                                        | —                                 | 2                                 | —                                 | —                                 | 253,530                           | 510,460                           | —                  | —            | Duty                                          |
| 06/07/2000 | "Seasons"                                                                         | 1                                 | 1                                 | 1                                 | 5                                 | 552,730                           | 1,367,400                         | —                  | —            | Duty                                          |
| 09/27/2000 | "Surreal" (500,000 Copii limitate)                                                | 1                                 | 1                                 | —                                 | 60                                | 317,240                           | 417,210                           | —                  | —            | Duty                                          |
| 11/01/2000 | "Audience" (300,000 Copii limitate)                                               | —                                 | 2                                 | —                                 | 93                                | 188,420                           | 292,950                           | —                  | —            | Duty - Single lansat ulterior albumului       |
| 12/13/2000 | "M"                                                                               | 1                                 | 1                                 | 1                                 | 2                                 | 541,350                           | 1,319,070                         | —                  | —            | I am...                                       |
| 01/31/2001 | "Evolution"                                                                       | 1                                 | 1                                 | 1                                 | 7                                 | 503,020                           | 955,250                           | —                  | —            | I am...                                       |
| 03/07/2001 | "Never Ever"                                                                      | 1                                 | 1                                 | —                                 | 16                                | 423,480                           | 756,980                           | —                  | —            | I am...                                       |
| 05/16/2001 | "Endless Sorrow"                                                                  | 1                                 | 1                                 | —                                 | 14                                | 430,220                           | 768,510                           | —                  | —            | I am...                                       |
| 07/11/2001 | "Unite!"                                                                          | 1                                 | 1                                 | —                                 | 25                                | 365,910                           | 571,110                           | —                  | —            | I am...                                       |
| 09/27/2001 | "Dearest"                                                                         | 1                                 | 1                                 | —                                 | 17                                | 363,730                           | 750,420                           | —                  | —            | I am...                                       |
| 12/12/2001 | "A Song Is Born"                                                                  | 1                                 | 1                                 | —                                 | —                                 | —                                 | 441,410                           | —                  | —            | I am...                                       |
| 03/06/2002 | "Daybreak" (300,000 Copii limitate)                                               | 2                                 | 2                                 | —                                 | 57                                | 113,170                           | 197,140                           | —                  | —            | I am... - Single lansat ulterior albumului    |
| 04/24/2002 | "Free & Easy"                                                                     | 1                                 | 1                                 | —                                 | 15                                | 281,090                           | 486,520                           | —                  | —            | Rainbow                                       |
| 07/24/2002 | "H" (Independent / July 1st / Hanabi)                                             | 1                                 | 1                                 | 1                                 | 1                                 | 417,870                           | 1,016,000                         | —                  | —            | Rainbow                                       |
| 09/26/2002 | "Voyage"                                                                          | 1                                 | 1                                 | 1                                 | 9                                 | 319,020                           | 679,463                           | —                  | —            | Rainbow                                       |
| 07/09/2003 | "&" (Ourselves / Greatful Days / Hanabi ~episode II~) c/w "Theme of A-nation '03" | 1                                 | 1                                 | —                                 | —                                 | 287,000                           | 591,481                           | —                  | 690,000      | Memorial address                              |
| 08/20/2003 | "Forgiveness"                                                                     | 1                                 | 1                                 | —                                 | —                                 | 132,092                           | 222,000                           | —                  | —            | Memorial address                              |
| 11/06/2003 | "No Way to Say"                                                                   | 1                                 | 1                                 | —                                 | 29('03), 68('04)                  | 176,229                           | 371,171                           | —                  | 460,000      | Memorial Address                              |
| 03/31/2004 | "Moments"                                                                         | 1                                 | 1                                 | 1                                 | 19                                | 157,320                           | 302,923                           | —                  | —            | My Story                                      |
| 07/28/2004 | "Inspire" c/w "Game"                                                              | 1                                 | 1                                 | 1                                 | 16                                | 181,325                           | 329,145                           | 660,000            | 420,000      | My Story                                      |
| 09/29/2004 | "Carols"                                                                          | 1                                 | 1                                 | —                                 | 20                                | 177,778                           | 309,128                           | 1,000,000          | 340,000      | My Story                                      |
| 04/20/2005 | "Step you/is this Love?"                                                          | 1                                 | 1                                 | 1                                 | 19                                | 164,008                           | 345,340                           | 900,000            | 402,000      | (miss)understood                              |
| 08/03/2005 | "Fairyland" c/w "Alterna"                                                         | 1                                 | 1                                 | 4                                 | 25                                | 172,221                           | 316,663                           | 870,000            | 388,000      | (miss)understood                              |
| 09/14/2005 | "Heaven"                                                                          | 1                                 | 1                                 | 3                                 | 23                                | 168,540                           | 327,111                           | 1,580,000          | —            | (miss)understood                              |
| 11/30/2005 | "Bold & Delicious / Pride"                                                        | 1                                 | 1                                 | 7                                 | 73                                | 83,708                            | 132,993                           | —                  | —            | (miss)understood                              |
| 03/08/2006 | "Startin' / Born to Be..."                                                        | 1                                 | 1                                 | 2                                 | 51                                | 116,034                           | 188,551                           | —                  | —            | Secret                                        |
| 06/21/2006 | "Blue Bird"                                                                       | 1                                 | 1                                 | 2                                 | 32                                | 160,572                           | 258,566                           | 1,040,000          | 322,000      | Secret                                        |
| 07/18/2007 | "Glitter / Fated"                                                                 | 1                                 | 1                                 | 3                                 | TBD                               | 110,165                           | 166,203                           | —                  | TBD          | Guilty                                        |
| 09/19/2007 | "Talkin' 2 Myself"                                                                | 1                                 | 1                                 | 6                                 | TBD                               | 70,325                            | 108,347^                          | —                  | TBD          | Guilty                                        |
| 12/05/2007 | "Together When..."                                                                | ^^                                | ^^                                | ^^                                | ^^                                | ^^                                | ^^                                | —                  | —            | Guilty - Digital Single                       |
| 08/04/2008 | "Mirrorcle World"                                                                 | 1                                 | 1                                 | 2                                 | 33                                | 127,650                           | 190,072                           | —                  | —            | Next Level                                    |
| 17/12/2008 | "Days/Green"                                                                      | 1                                 | 1                                 | 4                                 | -                                 | 95,309                            | 130,816                           | —                  | —            | Next Level                                    |
| 25/02/2009 | "Rule / Sparkle"                                                                  | 1                                 | 1                                 | 4                                 | 3                                 | 95,309                            | 130,816                           | ―                  | ―            | Next Level                                    |
| 12/08/2009 | "Sunrise/Sunset ~Love is All~                                                     | 1                                 | 1                                 | 4                                 | 50                                | 75,352                            | 110,169                           | ―                  | ―            | Rock 'n' Roll Circus                          |
| 29/12/2009 | "You Were.../Ballad"                                                              | 1                                 | 1                                 | ―                                 | ―                                 | 44,166                            | 103,351                           | ―                  | ―            | Rock 'n' Roll Circus                          |
| 14/07/2010 | "Moon/Blossom"                                                                    | 1                                 | 1                                 | 43                                | 70                                | 70,568                            | 96,490                            | ―                  | ―            | Love Songs                                    |
| 22/09/2010 | "Crossroad"                                                                       | 1                                 | 1                                 | 14                                | 66                                | 73,691                            | 99,021                            | ―                  | ―            | Love Songs                                    |
| 29/09/2010 | "L"                                                                               | 1                                 | 1                                 | ―                                 | 71                                | 70,715                            | 94,573                            | ―                  | ―            | Love Songs                                    |
| 08/02/2012 | "How Beautiful You Are"                                                           | ―                                 | ―                                 | ―                                 | ―                                 | ―                                 | ―                                 | ―                  | ―            | Party Queen Digital Single                    |
| 25/12/2013 | "Feel the Love/Merry-Go-Round"                                                    | 5                                 | 16                                | 18                                | 180                               | 30,385                            | 37,366                            | ―                  | ―            | Colours                                       |
| 09/10/2014 | "Terminal"                                                                        | 24                                | 86                                | ―                                 | ―                                 | 2,889                             | 4,018                             | ―                  | ―            | Colours                                       |
| 24/12/2014 | "Zutto.../Last Minute/Walk"                                                       | 5                                 | 11                                | 113                               | 191                               | 28,446                            | 35,550                            | ―                  | ―            | A One                                         |
| 01/07/2015 | "Step by Step"                                                                    | ―                                 | ―                                 | ―                                 | ―                                 | ―                                 | ―                                 | ―                  | ―            | Sixxxxxx Digital Single                       |
| 30/09/2016 | "We Are The Queen"                                                                | ―                                 | ―                                 | ―                                 | ―                                 | ―                                 | ―                                 | ―                  | ―            | Non-Album Digital Single                      |

Legendă:
- ^ = Încă activ în topuri
- ^^ = Fără clasificare
- — = N/A

### Single-uri Germania
| Număr lansare | Informații single                      |
| ------------- | -------------------------------------- |
| Nr. 1         | Connected - Lansat: 7 aprilie, 2003    |
| Nr. 2         | M (song) - Lansat: 27 octombrie, 2003  |
| Nr. 3         | Depend on You - Lansat: 8 martie, 2004 |
| Nr. 4         | Naturally - Lansat: 18 octombrie, 2004 |
| Nr. 5         | Appears - Lansat: 18 aprilie, 2005     |
| Nr. 6         | Unite! - Lansat: 17 noiembrie, 2005    |

### Single-uri ediții speciale
| Informații single                                                            | Poziție de vârf | Copii vândute | Note                           |
| ---------------------------------------------------------------------------- | --------------- | ------------- | ------------------------------ |
| The Other Side One: Hex Hector - Lansat: 6 decembrie, 2000                   | #33             | 10,000        | Serie epuizată Ediție Limitată |
| The Other Side Two: Junior Vasquez - Lansat: 31 ianuarie, 2001               | #10             | 54,000        | Serie epuizată Ediție Limitată |
| The Other Side Three: Thunderpuss, Soul Solution - Lansat: 31 ianuarie, 2001 | #12             | 50,000        | Serie epuizată Ediție Limitată |
| The Other Side Four: System F, Vincent De Moor - Lansat: 31 ianuarie, 2001   | #11             | 54,000        | Serie epuizată Ediție Limitată |
| Poker Face - Lansat: 28 februarie, 2001                                      | #31             | 24,000        | Relansare                      |
| You - Lansat: 28 februarie, 2001                                             | #25             | 36,000        | Relansare                      |
| Trust - Lansat: 28 februarie, 2001                                           | #29             | 24,000        | Relansare                      |
| For My Dear... - Lansat: 28 februarie, 2001                                  | #33             | 23,000        | Relansare                      |
| Depend on You - Lansat: 28 februarie, 2001                                   | #27             | 28,000        | Relansare                      |
| Whatever - Lansat: 28 februarie, 2001                                        | #28             | 28,000        | Relansare                      |
| To Be - Lansat: 28 februarie, 2001                                           | #26             | 29,000        | Relansare                      |
| Excerpts from Ayu-mi-x III: 001 - Lansat: 21 noiembrie, 2001                 | #44             | 21,000        | Ediție Limitată                |
| Excerpts from Ayu-mi-x III: 002 - Lansat: 13 decembrie, 2001                 | #34             | 18,000        | Ediție Limitată                |
| Excerpts from Ayu-mi-x III: 003 - Lansat: 13 decembrie, 2001                 | #36             | 17,000        | Ediție Limitată                |
| Excerpts from Ayu-mi-x III: 004 - Lansat: 13 decembrie, 2001                 | #35             | 17,000        | Ediție Limitată                |
| Excerpts from Ayu-mi-x III: 005 - Lansat: 26 decembrie, 2001                 | #32             | 16,000        | Ediție Limitată                |
| Excerpts from Ayu-mi-x III: 006 - Lansat: 26 decembrie, 2001                 | #30             | 16,000        | Ediție Limitată                |
| H - Lansat: 7 noiembrie, 2002                                                | -               | -             | Ediție Limitată                |

Referință certificări: - 

### Alte apariții
| Lansat            | Artist          | Album          | Titlu                                   | Note                                    |
| ----------------- | --------------- | -------------- | --------------------------------------- | --------------------------------------- |
| 26 noiembrie 1998 | Diverși artiști | avex THE ALBUM | "A" m.c.A·T & ayumi hamasaki            | A 10-a aniversare avex Album compilație |
| 23 ianuarie 2002  | Diverși artiști | song+nation    | "A Song is Born" ayumi hamasaki & KEIKO | Album în scop caritabil                 |

## Coloane sonore și asocieri media
Cântecele lui Ayumi Hamasaki sunt larg folosite pentru a promova produse, filme și evenimente. Se estimează că Ayu a apărut în aproximativ 650 de reclame TV.
- + - ayuready? Ending theme (Tv-show)
- About You - Morinaga Bake
- alterna - Panasonic Lumix
- And Then - Aube Crush Pearl
- And Then - JT Peach Water
- ANGEL'S SONG - Panasonic D-Snap
- appears - Aube Crush Pearl
- appears - Lawson Ticket Service
- Because of You - Panasonic Lumix
- BLUE BIRD - Dwango
- BLUE BIRD - Mu-mo.net
- BLUE BIRD - Zespri gold
- Bold & Delicious - Panasonic D-Dock
- Bold & Delicious - Panasonic D-Snap
- Bold & Delicious - Panasonic D-Snap Audio
- Born to Be... - Mu-mo.net
- Born to Be... - Nittele: 2006 Winter Olympics
- Boys & Girls - AUBE'99
- CAROLS - Panasonic Lumix
- CAROLS "Classical Version" - Panasonic Lumix
- Daybreak - Panasonic
- Daybreak - Panasonic D-Dock
- Daybreak "H/\L's Mix 2002" - Panasonic Lumix
- Dearest - Sunrise (companie) Inuyasha Ending theme (anime)
- Dearest - Tu-Ka mobile phones
- decision - music.jp
- Depend on you - CDTV ending theme (Tv-show)
- Depend on you - Sony Playstation software サウザンドアームズ
- Duty - Takano Yuri Beauty Clinic
- End of the World - Tu-Ka mobile phones
- End roll "HAL's mix"- Morinaga
- Endless sorrow - ドラマ“昔の男”主題歌 (Drama)
- ever free "Acoustic Orchestra" - ドラマ“天気予報の恋人”挿入歌 (Drama)
- everlasting dream "Rainbow Drew Drop Remix" - Panasonic 77MD
- everywhere nowhere - Panasonic MJ55
- evolution - Kose Visee
- fairyland - Camellia Diamonds
- fairyland - Mu-mo.net
- fairyland - Music Fighter opening theme (Tv-show)
- fairyland - Nissan X-TRAIL CUP
- fairyland - SPORTS Urugusu (Tv-show)
- Far away - Tu-Ka mobile phones
- fated - Distance love (film)
- fated - Kaidan (film)
- Fly high - Fifth Seasons
- Fly high - Lawson Ticket Service
- Fly high - Lycos
- For My Dear - Morinaga Monburan
- forgiveness - ドラマ“高原へいらっしゃい”主題歌 (Drama)
- Free & Easy - Panasonic 57MD
- GAME - Panasonic PM700MD
- glitter - Distance love (film)
- glitter - Music.jp
- glitter - Zespri gold
- glitter "soul central mix" - Mu-mo.net
- Greatful days - ayuready Ending theme
- HANABI - Tu-Ka mobile phones
- Heartplace - Panasonic Lumix
- HEAVEN - SHINOBI Heart Under Blade (film)
- I am... - Kose Visee
- Immature - JT Peach Water
- Independent - THE BASEBALL 2002 (Tv-show)
- INSPIRE - Avex Audition 2004
- INSPIRE - New York Guggenheim Museum Exhibition
- is this LOVE? - Morinaga Bake
- it was "island mix" - Mu-mo.net
- July 1st - Kose Visee
- kanariya "radio edit" - CDTV Opening theme (Tv-show)
- Ladies Night~another night - Panasonic Lumix
- Love~destiny~ - Semi-Double (Drama)
- Love~since 1999~ - Semi-Double (Drama)
- M - Tu-Ka mobile phones
- Moments - Ayuready? Ending theme (Tv-show)
- Moments - Kose Visee
- monochrome - JT Peach Water
- my name's WOMEN - Panasonic D-snap
- Naturally - Kose Visee
- Naturally "Dolly remix" - Kose Visee
- NEVER EVER - Kirin Supli
- NEVER EVER - Lawson Ticket Service
- no more words - Sunrise (companie) Inuyasha Ending theme (anime)
- No way to say - Panasonic MJ57
- No way to say - テレビ“恋するハニカミ (Tv-show)
- ourselves - Kose Visee
- part of Me - Panasonic Lumix
- poker face - CDTV opening theme (Tv-show)
- RAINBOW - ayu ready? ending theme (Tv-show)
- RAINBOW - Panasonic Lumix
- rainy day - Capcom Onimusha: Dawn of Dreams ending theme (joc video)
- Real me - Fifth Seasons
- Real me - Panasonic D-snap
- SEASONS - ドラマ“天気予報の恋人”主題歌 (Drama)
- SEASONS "Acoustic Orchestra" - ドラマ“天気予報の恋人”挿入歌 (Drama)
- SEASONS "D-Z BLUE SUNBEAM MIX" - Kose Visee
- Secret - Confessions of Pain (film)
- Someday my prince will come - Walt Disney Snow White
- Startin' - Capcom Onimusha: Dawn of Dreams opening theme (joc video)
- Startin' - Mu-mo.net
- STEP you - Panasonic D-Snap Audio
- STEP you - Panasonic SD mini-compo
- still alone - Takano Yuri Beauty Clinic
- talkin' 2 myself - Panasonic Lumix
- TO BE - JT Peach Water
- TO BE "Acoustic Orchestra" - ドラマ“天気予報の恋人”挿入歌 (Drama)
- too late - Honda Giorno Crea
- too late "Soul Solution Remix" - Honda Giorno Crea
- Trauma - JT Peach Water
- Trust - 花王“ソフィーナ オーブ ルージュフィーリア (film)
- Two of Us - Sony Playstation software サウザンドアームズ Ending theme
- UNITE! - Kirin Supli
- vogue - Kose Visee
- vogue "Kirari Natsu Ayu Mix" - Kose Visee
- Voyage - “ayu ready?” Ending Theme (Tv-show)
- Voyage - Tsuki ni shizumu Theme (film)
- Voyage - ドラマ“マイリトルシェフ”主題歌 (Drama)
- walking proud - Panasonic MJ59
- WE WISH - Kose Visee
- WHATEVER - [7-Eleven] Valentine
- WHATEVER - ASAYAN Ending theme (Tv-show)
- Who... - Tsuki (film)
- Will - NRK Norwegian - World Championships Athletics 2007
- Will - Panasonic Lumix
- YOU - ASAYAN Ending theme (Tv-show)
- YOU - Forecast 2-weekly Lens

## Discuri de vinil

### Discuri de vinil Japonia
- 5 iunie, 1999 – Depend on You
- 19 iunie, 1999 – A Song for XX
- 19 iunie 1999 – From Your Letter
- 19 iunie 1999 – Poker Face
- 19 iunie 1999 – Signal
- 3 iulie, 1999 – Hana
- 3 iulie 1999 – Powder Snow
- 3 iulie 1999 – Trust
- 3 iulie 1999 – Wishing
- 3 iulie 1999 – As if...
- 17 iulie, 1999 – Friend II
- 17 iulie 1999 – Two of Us
- 17 iulie 1999 – You
- 11 august, 1999 – Ayu-mi-x Box Set
- 1999 – Boys & Girls
- 6 octombrie, 1999 – A - Side NYC
- 6 octombrie 1999 – A - Side TYO
- 18 octombrie, 1999 – Super Eurobeat J-EURO 1
- 28 ianuarie, 2000 – Appears/Whatever
- 22 martie, 2000 – Appears
- 31 mai, 2000 – Ayu-mi-x II version JPN
- 10 octombrie, 2000 – Far Away
- 10 octombrie 2000 – Vogue
- 10 octombrie 2000 – Seasons
- 27 decembrie, 2000 – Audience
- 27 decembrie 2000 – Surreal
- 1 februarie, 2001 – Ayu-mi-x III Promo
- 14 iulie, 2001 – Evolution
- 14 iulie 2001 – M
- 11 august, 2001 – Endless Sorrow
- 11 august 2001 – Never Ever
- 11 august 2001 – Unite!
- 16 septembrie, 2001 – M
- 26 septembrie, 2001 – Excerpts from Ayu-mi-x-III-1
- 26 septembrie 2001 – Excerpts from Ayu-mi-x-III-2
- 26 septembrie 2001 – Excerpts from Ayu-mi-x-III-3
- Octombrie 2001 – Super Eurobeat Promo 1
- Octombrie 2001 – Super Eurobeat Promo 2
- 11 noiembrie, 2001 – M
- 13 iulie, 2002 – Daybreak
- 13 iulie 2002 – Dearest - Melodia a fost folosită în a treia încheiere a serialului de animație Inuyasha
- Noiembrie 2005 – Super J-Trance Promo

### Discuri de vinil S.U.A.
- 1999 — Boys & Girls
- 27 mai, 2001 — Appears
- 12 iunie, 2001 — Kanariya
- 12 august, 2001 — Duty
- 12 august 2001 — Evolution
- Septembrie 2001 – Trauma
- 2001 — M
- 2001 — Too Late

### Discuri de vinil Marea Britanie
- 21 iulie, 2001 — monochrome
- 2001 — M

### Discuri de vinil Germania
- 15 noiembrie, 2002 – Connected - Part 1
- 29 februarie, 2002 – Connected - Remixes
- 6 septembrie, 2003 – M - Part 1
- 26 septembrie, 2003 – M - Part 2
- 2 noiembrie, 2003 – M - Part 3
- 16 ianuarie, 2004 – Depend on You - Part 1
- 26 februarie, 2004 – Depend on You - Part 2
- 2 septembrie, 2004 – Naturally - Part 1
- 16 septembrie, 2004 – Naturally - Part 2
- 17 februarie, 2005 – Appears
- 10 martie, 2005 – Appears - Remixes
- 21 octombrie, 2005 – Unite! 1
- 24 octombrie, 2005 – Unite! 2

### Discuri de vinil Belgia
- 11 decembrie, 2002 — Connected

### Discuri de vinil Spania
- 5 mai, 2004 — M

## DVDuri

### Videoclipuri
- A Film for XX (15 septembrie 1999)
- A Clips (23 februarie 2000)
- Hamasaki Ayumi (29 martie 2000)
- Vogue Far away Seasons (20 septembrie 2000)
- Surreal (13 decembrie2000)
- M (7 febriarie 2001)
- evolution (13 iunie 2001)
- A Clips Vol.2 (13 martie 2002)# 89,531 copii vândute[25]
- Complete Clip Box (25 februarie 2004)

### Filmografie
- Sumomo mo momo (1995)
- Like Grains of Sand (1995)
- Gakko II (1996)
- Tsuki ni Shizumu (月に沈む Sinking into the Moon?) Melodia "Voyage" a fost creată pentru acest film, iar videoclipul acesteia reprezintă scene din film. (13 noiembrie 2002)
- Distance Love scurt metraj. (18 iulie 2007)

### DVDuri
- Ayumi Hamasaki Concert Tour 2000 A 第1幕 (13 septembrie 2000)
- Ayumi Hamasaki Concert Tour 2000 A 第2幕 (27 septembrie 2000)
- Ayumi Hamasaki Countdown Live 2000-2001 A (20 iunie 2001) 44.726 de copii vândute
- Ayumi Hamasaki Dome Tour 2001 A (12 decembrie 2001) 132.554 de copii vândute
- Ayumi Hamasaki Countdown Live 2001-2002 A (29 ianuarie 2003) 1
- Ayumi Hamasaki Arena Tour 2002 A (29 ianuarie 2003) 6.583 de copii vândute
- Ayumi Hamasaki Stadium Tour 2002 A (29 ianuarie 2003) 14.306　de copii vândute
- Ayumi Hamasaki Countdown Live 2002-2003 A (29 ianuarie 2003) 1
- Ayumi Hamasaki Complete Live Box A (29 ianuarie 2003) 72.826 de copii vândute
- Ayumi Hamasaki A Museum ~30th single collection live~ (25 februarie 2004) 101.294 de copii vândute
- Ayumi Hamasaki Arena Tour 2003-2004 A (29 septembrie 2004) 69.829 de copii vândute
- Ayumi Hamasaki Countdown Live 2004-2005 A (2 martie 2005) 66.674 de copii vândute
- Ayumi Hamasaki Arena Tour 2005 A ~My Story~ (24 august 2005) 86.887 de copii vândute
- Ayumi Hamasaki Countdown Live 2005-2006 A (23 martie 2006) #2 58.741 de copii vândute
- Ayumi Hamasaki Arena ~(miss)understood~ (1 noiembrie 2006]) #1 100.302 de copii vândute
- Ayumi Hamasaki BEST of COUNTDOWN Live 2006-2007 A2

1 Doar în combinatia complet live. Total 64.323 de copii vândute 

2 Doar în combinația A Best 2 -White- CD+2DVD.

### DVDuri audio
- Rainbow (9 iulie 2003)
- Carols (29 septembrie 2004)
- My Story (24 martie 2005)

### Super Audio CD (SACD)
- Carols (29 septembrie 2004)
- My Story (24 martie 2005)

## Altele
- A Visual Mix (software PlayStation 2, 13 decembrie 2001)
- A TYPE (Computer Typing Game)

## Vânzări
- ~22.652.684 (Total albume)
Albume compilație si albume remixuri excluse
- ~32.316.684 (Total albume)
Albume compilație si albume remixuri incluse
- ~20.634.078 (Total single-uri)
Alte apariții excluse
- ~21.115.527 (total single-uri)
Alte apariții incluse
- ~53.432.211 (Total)
Fiecare album și single inclus

NOTĂ: Aceste cifre reprezintă doar vânzările din Japonia. Cifre privind vânzările internaționale nu au fost niciodată publicate.